# Albion Woodbury Small
Albion Woodbury Small (11. května 1854 – 24. března 1926) byl americký sociolog, zakladatel první nezávislé katedry sociologie ve Spojených státech amerických, ve státě Illionis a přesněji v Chicagu v roce 1892. Odtud pak pochází označení chicagská škola. Zasazoval se o uznání sociologie jako samostatného akademického předmětu.

## Život
A. W. Small se narodil v Buckfieldu ve státě Maine a vyrůstal v Bangoru rovněž ve státě Maine. V roce 1876 začal studovat teologii kvůli svému otci, který byl reverend a studia ukončil v roce 1879 na teologické škole Andovera Newtona. Od roku 1879 do roku 1881 studoval na Lipské univerzitě a na univerzitě v Berlíně německou historii, sociální ekonomiku a politiku. V roce 1881 začal vyučovat na Colby College historii a politickou ekonomii, které v té době nebyly považované za řádné vysokoškolské předměty. V důsledku toho byl jeho profesorský úvazek omezen. V této době se začal zabývat o nově se rozvíjející obor – sociologii. Ovlivnili ho zde ekonomové jako Gustav Schmoller a sociologové zabývající se sociální politikou (welfare). V letech 1888 až 1889 studoval historii v Baltimoru, v Marylandu na Univerzitě Johanse Hopkinse. V roce 1889 promoval a získal titul Ph.D. za práci Počátky americké národnosti. Ve stejnou dobu pak učil na Colby College a v letech 1889 až 1892 byl jejím prezidentem.
V roce 1892 založil první nezávislou katedru sociologie v USA a jejím předsedou byl po dalších 30 let. V roce 1894 spolu s George E. Vincent vydal první sociologickou knihu Úvod do studia společnosti. V roce 1895 založil sociologický časopis American Journal of Sociology. V letech 1905 až 1925 pracoval jako děkan postgraduálního studia umění a literatury na chicagské univerzitě.
Již v roce 1893 popsal myšlenkově velice obsáhlou soustavu lidských zájmů (zejména v ekonomii, každý jedinec chce dosáhnout jiného cíle a k tomu volí různé cesty), které se objevují ve srovnatelných formách skupinových manifestací. V tomto časovém období se dostal do kontaktu s dílem „Wesen und Zweck der Politik“ (1893), které bylo sepsáno Gustavem Ratzenhoferem, sociálním filosofem. Toto dílo ho také inspirovalo k vytvoření své knihy "General Sociology", kterou publikoval v roce 1905. Mnoho jeho studentů se shoduje, že jeho nejkomplexnějším dílem je Konflikt tříd, které nebylo nikdy vydáno.
Small působil v letech 1912 a 1913 jako čtvrtý prezident Americké sociologické společnosti. Jeho prezidentská řeč v roce 1912 nazvaná „The Present Outlook of Social Science“ byla přednesena na výročním zasedání organizace v Bostonu. Další jeho významná řeč z roku 1913 označená „A Vision of Social Efficiency“, která spatřila světlo světa na konferenci sociologů v Minneapolis. Small opouští Chicagskou univerzitu v roce 1925 z důvodů nemoci a 24. března roku 1926 umírá.

## Pohled na společnost
Albion Woodbury Small byl zprvu ovlivněn Marxovými díly, ve kterých se hovoří o třídní společnosti. Později formovalo jeho myšlení také studium pod Wagnerem a Albertem Schafflem. Small viděl společnost jako celek různých skupin, které mají různé potřeby. Věřil tomu, že tento třídní boj vytváří sociální dynamiku, a tím posouvá společnost kupředu. Na rozdíl od Karla Marxe nevidí řešení ve vytvoření beztřídní společnosti. Zastupuje myšlenku, že stát má svými zásahy do společnosti vytvářet vhodné prostředí, a tím zamezit vzniku konfliktů, či anarchie. Tento svůj postoj vyjádřil v jednom ze svých nejslavnějších děl Obecná Sociologie.

## Vliv na sociologii
Akademické práce a díla Albiona Woodburyho Smalla lze přiřadit k počátkům vývoje sociologie ve Spojených státech amerických. V roce 1892 pomohl vytvořit katedru sociálních věd na Chicagské univerzitě, což bylo vůbec první oddělení sociologie ve Spojených státech. Následně v roce 1894 spolu s kolegou Georgem E. Vincentem, napsal první učebnici sociologie s názvem Úvod do studia společnosti. Zároveň založil v roce 1895 ve Spojených státech první časopis Sociologie „American Journal of Sociology“.

## Díla
- Úvod do Studia Společnosti (1894)
- Obecná Sociologie (1905)
- Adam Smith a Moderní Sociologie (1907)
- Kameralisté (1909)
- Význam Sociálních Věd (1910)
- Mezi érami: Od Kapitalismu po Demokracii (1913)
- Počátky Sociologie (1924)

## Charakteristika děl
- Obecná sociologie – popisuje předmět sociologie jako třídní boj, který je později vyřešen skrze inovace v oblasti sociálních věd. V tomto díle shrnuje a interpretuje spisy Ludvíka Gumplowizce a Gustava Ratzenhofera v anglickém jazyce.
- Adam Smith a Moderní Sociologie – obsahuje další interpretace evropských myslitelů. Small se v díle snaží demonstrovat morální a filosofický podvod, který je dle něj zachycen v díle Adama Smitha Bohatství národů.[7]
- Kameralisté – toto dílo nabízí velmi detailní shrnutí sociální teorie německé veřejné ekonomické politiky od 16. do 19. století.[8]
- Význam Sociálních Věd – kniha je důležitým shrnutím jeho myšlení. Objasňuje zde své předchozí dílo Obecná sociologie. Sociální vědy podle Smalla studují a zaobírají se formováním hodnot a lidí, kteří se zkušenostmi mění.